# Zřasenka středomořská
Zřasenka středomořská (Botryllus schlosseri) je druh pláštěnce.

## Popis
Zřasenka středomořská představuje koloniální sumku ze řádu zřasenek (Stolidobranchia). Nepohlavně vznikající kolonie této zřasenky jsou kulaté nebo laločnaté, na průměr měří asi 10 cm a tvoří ploché povlaky jen několik milimetrů silné. Zbarvení zřasenek je variabilní, s odstíny žluté, hnědé, zelené, modré, fialové či černé. Kolonii tvoří jednotliví zooidi, kteří sdílejí společný vyvrhovací otvor. Dohromady utvářejí charakteristický nápadný hvězdičkovitý vzor.

### Životní cyklus
Kolonie zřasenky středomořské vznikají nepohlavním rozmnožováním. Jejich životní cyklus začíná v podobě asi 1,5 mm velké larvy podobné pulci, která – podobně jako u jiných sumek – přilne svými přísavnými papilami na vhodný substrát a projde metamorfózou. Během 36–48 hodin se larvy promění v oozoidy velké asi 0,5 mm, z nichž nepohlavním rozmnožováním pučí tzv. blastozoidi. Jak se kolonie rozrůstá, prochází cyklickou generační obměnou, při níž se staří zoidi resorbují. Zajímavostí je, že kolonie zřasenky středomořské mohou chiméricky fúzovat, ovšem oba jedinci musí v takové situaci sdílet alespoň jednu alelu na vysoce polymorfním lokusu fuhc. V opačném případě dochází k zánětlivé rejekci.
Po určitém počtu cyklů kolonie začne produkovat pohlavní buňky – aby se zabránilo samooplození, spermie uvolňují většinou jeden až dva dny po vaječných buňkách. Přítomnost zárodků gonád závisí na stáří kolonie, ovšem růst kolonií a vývoj gonád je ovlivněn podmínkami prostředí. Velké kolonie po vyloučení velkého množství vajíček hynou, délka života je nejspíše řízena geneticky. Malé kolonie mohou zimovat.

## Ekologie a význam
Areál výskytu zřasenky středomořské zahrnuje zejména pobřeží severní Evropy a Středozemního moře, rozšířena je nicméně napříč moři a oceány celého světa. Původní areál výskytu zůstává nejistý; podobně jako mnohé další sumky, i zřasenka byla prostřednictvím lodní dopravy rozsáhlé zavlečena po celé planetě, situaci navíc komplikuje skutečnost, že zřejmě jde o komplex kryptických druhů. Má invazní potenciál.
Jde o filtrátora, jenž tvoří povlaky na skalnatých dnech, kamení, řasách, ale i na schránkách měkkýšů, velkých sumkách a jiných podobných substrátech, kde se někdy zřasenky tak silně rozbují, že je z velké části pokryjí. Hojně porůstají i umělé povrchy, včetně bójek, trupů lodí, mostních pilířů či stěn mol. Rostou v hloubkách od 1 do asi 100 metrů.
Zřasenka středomořská představuje modelový organismus pro studium asexuální reprodukce a jiné biologické problémy. O její zavedení do laboratorního výzkumu se zasloužil zejména padovský profesor Armando Sabbadin v 50. letech 20. století.